# 彼得罗·莱昂内
彼得罗·莱昂内（義大利語：Pietro Leone，1888年1月13日—1958年2月4日），意大利男子足球运动员，司职中场。他曾代表意大利国奥队参加1912年夏季奥林匹克运动会足球比赛，获得第九名。